# Saint-Exupéry
Saint-Exupéry (původní název Saint-Ex) je francouzsko-belgický film z roku 2024, který režíroval Pablo Agüero.

## Příběh
Dobrodružný snímek využívá motivů povídky Noční let známého spisovatele a letce Antoina de Saint-Exupéryho (Louis Garrel) a představuje přátelství Saint-Ex a jeho mentora Henri Guillaumeta (Vincent Cassel). Skomírající letecká poštovní služba v Argentině hledá způsoby, jak konkurovat rozmáhající se železnici. Jednou z možností je překonat přímým letem Kordiléry, což ovšem nedovolují technické možnosti letounů společnosti. Pilot Guillaumet ctí slogan společnosti, že „doručená pošta je důležitější než život“, a rozhodne se za pomocí Exupéryho vynálezu překonat 6000 metrů vysoké vrcholky hor. Na cestě zmizí, Exupéry se z vděčnosti svému příteli a kvůli závazku jeho ženě rozhodne překonat hory pomocí proudění teplého vzduchu, které využívají kondoři. Ve filmu se také objevují motivy a postavy, které se později staly součástí příběhu Malého prince.

## Výroba
Natáčení probíhalo přerušovaně v průběhu dvou let v Patagonii a v Andách. Ve filmu byly použita živá zvířat, včetně tuleně. Hudební složka filmu, kterou vytvořil skladatel Christoph Julien, kombinovala netradiční nástroje charango a teremin.

## Obsazení
| Vincent Cassel | Henri Guillaumet  |
| Louis Garrel   | Saint-Exupéry     |
| Diane Kruger   | Noëlle Guillaumet |
| Benoît Magimel | hlas komentáře    |
|                |                   |